# Gare de Filatorigát
La gare de Filatorigát est une gare ferroviaire située dans le 3earrondissement de Budapest en Hongrie. Elle est desservie par la ligne H5 du HÉV de Budapest. 

## Histoire
La ligne a été inaugurée en 1888 entre Szentendre et Filatorigát. La différence, c'était que ce terminus ne se situait pas à la même place que la gare actuelle. En effet, c'est un peu plus loin, à proximité des avenues Bogdáni et Szentendrei que la gare a été construite. En 1978, le HÉV a laissé sa place aux trains de marchandises jusque dans les années 1990 et une nouvelle gare a été inaugurée tout près du Danube et de l'Île d'Óbuda.

## Service des voyageurs

### Intermodalité
Fait plutôt exceptionnel, cette gare de HÉV ne possède aucune correspondance avec d'autres lignes du réseau BKV.
C'est à cette gare que doivent descendre les amateurs du Sziget Festival, rendez-vous estival de musique mondialement connu qui rassemble chaque année des centaines de milliers de personnes. Le pont K (K-híd) relie la terre ferme à l'Île d'Óbuda, ou communément appelé Hajógyári-sziget (sziget signifiant île en hongrois).